# 13058 Alfredstevens
13058 Alfredstevens (tên chỉ định: 1990 WN3) là một tiểu hành tinh vành đai chính. Nó được phát hiện bởi Eric Walter Elst ở Đài thiên văn La Silla ở Chile ngày 19 tháng 11 năm 1990. Nó được đặt theo tên Alfred Stevens, a Belgian painter of the 19th century.